# Marcellin Boule
Marcellin Boule, ou Marcelin Boule, (Montsalvy, Cantal, 1 de janeiro de 1861 — Montsalvy, 4 de julho de 1942) foi um geólogo e paleontólogo francês. É mais conhecido por ter participado da divulgação da "descoberta" do Homem de Piltdown.
Foi laureado com a medalha Wollaston de 1933 pela Sociedade Geológica de Londres.

## Obras
- "Les hommes fossiles. eléments de paléontologie humaine", 1921
- "Géologie", 1914